# Ralph de Cobham, 1. Baron Cobham
Ralph de Cobham, 1. Baron Cobham (* um 1276; † 5. Februar 1326), war ein englischer Adliger und Militär.

## Leben
Er stammte aus Cobham in Kent und gehörte dem Ritterstand an. Er diente als Heerführer im Ersten Schottischen Unabhängigkeitskrieg unter John of Brittany, Earl of Richmond und galt damals als „der beste Ritter von ganz England“, bis ihn Sir Thomas Ughtred in dieser Stellung ablöste, da dieser in der erfolglosen Schlacht bei Byland am 14. Oktober 1322, in der beide in schottische Gefangenschaft gerieten, den Feinden länger standhielt.
Bereits im Sommer 1322 hatte er zusammen mit John Dynyeton als Vertreter für den Earl of Warenne am Parlament in York teilgenommen. Am 30. Dezember 1324 wurde er selbst durch Writ of Summons ins Parlament berufen und dadurch zum Baron Cobham erhoben.

## Ehe und Nachkommen
Spätestens 1324 war er mit Mary de Braose († 1361/62) verheiratet, einer Tochter des Sir Piers de Braose († 1312), aus Tetbury in Gloucestershire. Mit ihr hatte er einen Sohn und Erben:
- John de Cobham, 2. Baron Cobham (1324–um 1378)

Nach seinem Tod am 5. Februar 1326 heiratete seine Witwe um 1328 in zweiter Ehe Thomas of Brotherton, 1. Earl of Norfolk.